# Волгоград (гостиница)
«Волгоград» — гостиница в Волгограде, расположенная на площади Павших борцов, по адресу: ул. Мира, 12. Здание гостиницы является памятником архитектуры регионального значения.
Гостиница основана в 1890 году под названием «Столичные номера». После революции в здании находились жилые и служебные помещения. Здание было разрушено во время Сталинградской битвы. Первоначально планировалось восстановить здание, но в итоге старое снесли, а в 1954—1956 годах на фундаменте старого построили новое — пятиэтажную гостиницу «Сталинград» в тех же габаритах в плане (архитектор А. В. Куровский). В 1961 году вместе с городом переименована в «Волгоград».

## История

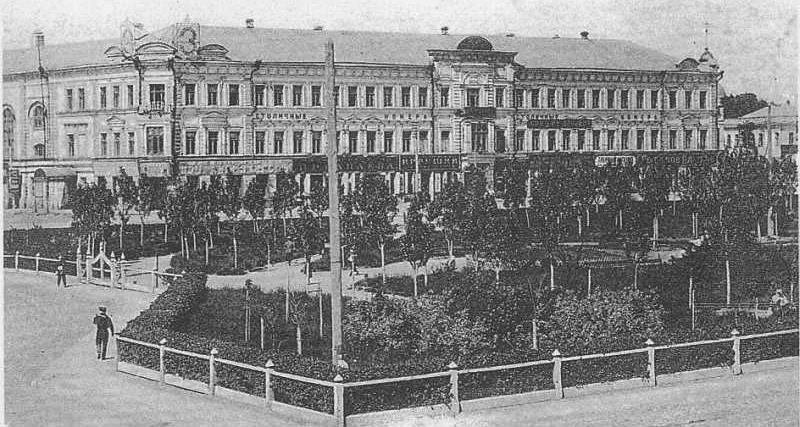
Гостиница «Столичные номера». 1890—1917

В 1890 году купец Василий Воронин построил на главной площади Царицына первую в городе гостиницу под названием «Столичные номера», рассчитанную на 75 мест. Помимо гостиницы, в здании располагались магазины, ресторан, актовый зал; в нём проводились литературные вечера, концерты, различные общественные мероприятия, собрания, работал театр, а с 1895 года также заседала царицынская биржа. С началом Первой мировой войны здание лучшей, на тот момент, гостиницы в городе было передано под лазарет для раненых солдат.
Во время гражданской войны в здании находился Чрезвычайный областной комитет по продовольствию и снабжению Юга России (Чокпрод) при Наркомпроде РСФСР, руководивший заготовками на юге России. Также в здании размещалась редакция газеты «Солдат революции». В июне 1918 года в здании жили и работали И. В. Сталин и С. Орджоникидзе.
В 1932 году в Сталинград была перенесена столица Нижневолжского края. В городе стала ощущаться нехватка жилых и служебных помещений, здание было надстроено четвёртым этажом и получило название «Дом Коммуны» или «Первый дом Советов».
В ходе Сталинградской битвы здание гостиницы пострадало, как и все окружающие его дома, однако полученные повреждения не привели к обрушению стен. Однако, несмотря на возможность восстановления, было принято решение о сносе в связи с планировавшимся на месте квартала, занимаемого в настоящее время гостиницей и медицинским университетом, строительства монументального Дома Советов, а к моменту отказа от этого замысла строение уже было в основном разобрано.
В 1956 году было закончено строительство нового здания гостиницы «Сталинград» по проекту архитектора А. В. Куровского. При строительстве был использован фундамент «Столичных номеров», что обусловило точное совпадение его расположения с местом старого здания.
В 1961 году вместе с городом переименована в «Волгоград».

## Архитектура
Архитектурная тема фасада основана на двухчастном членении: нижние два этажа — глубоко рустованная стена, а верхние три — стена с ритмически расположенными окнами прямоугольной формы и богато декорированными пилястрами. Углы здания срезаны. Главный вход расположен со стороны улицы Мира и представляет собою колонный подъезд с пятью полуциркульными арками высотой в два этажа. Цоколь и вход в здание отделаны гранитом. Верх здания венчает карниз большого выноса и парапет с балюстрадой.